# Etheostoma fonticola
Etheostoma fonticola är en fiskart som först beskrevs av David Starr Jordan och Charles Henry Gilbert, 1886.  Etheostoma fonticola ingår i släktet Etheostoma och familjen abborrfiskar. IUCN kategoriserar arten globalt som sårbar. Inga underarter finns listade i Catalogue of Life.